# Elizabeth Haffenden
Pour les articles homonymes, voir Haffenden.
Elizabeth Haffenden, née le 18 avril 1906 à Croydon (Grand Londres, Angleterre), morte le 29 mai 1976 à Londres (Angleterre), est une costumière anglaise.

## Biographie
Comme costumière au cinéma, Elizabeth Haffenden débute en 1934 et contribue à cinquante-huit films (britanniques, américains ou coproductions) jusqu'en 1975. En particulier, elle crée les costumes de nombreux films historiques, tel Christophe Colomb (1949, avec Fredric March dans le rôle-titre).
Elle collabore notamment avec les réalisateurs Leslie Arliss (ex. : L'Homme en gris en 1943, avec Margaret Lockwood, James Mason et Stewart Granger), Ken Hughes (ex. : Chitty Chitty Bang Bang en 1968, avec Dick Van Dyke et Sally Ann Howes), John Huston (Moby Dick en 1956, avec Gregory Peck), Fred Zinnemann (ex. : Un homme pour l'éternité en 1966, avec Paul Scofield et Wendy Hiller), entre autres.
Pour la télévision, Elizabeth Haffenden contribue à deux téléfilms (en 1939 et 1974) et à une série (en 1955, un épisode).
Durant sa carrière, elle gagne deux fois l'Oscar de la meilleure création de costumes, pour Ben-Hur (1959, avec Charlton Heston) de William Wyler et Un homme pour l'éternité (1966) précité. Ce dernier film lui permet également de remporter le British Academy Film Award des meilleurs costumes (partagé avec Joan Bridge, qui travaille à ses côtés sur plusieurs films), sans compter deux autres nominations (voir la rubrique "Nominations et récompenses" ci-dessous).

## Filmographie partielle

### Au cinéma
- 1934 : Colonel Blood de W.P. Lipscomb
- 1942 : The Young Mr. Pitt de Carol Reed
- 1943 : L'Homme en gris (The Man in Grey) de Leslie Arliss
- 1944 : Give Us the Moon de Val Guest
- 1944 : L'Homme fatal (Fanny by Gaslight) d'Anthony Asquith
- 1944 : Deux Mille Femmes (Two Thousand Women) de Frank Launder
- 1944 : Love Story de Leslie Arliss
- 1945 : I'll Be Your Sweetheart de Val Guest
- 1945 : La Madone aux deux visages (Madonna of the Seven Moons) d'Arthur Crabtree
- 1945 : A Place of One's Own de Bernard Knowles
- 1945 : Le Masque aux yeux verts (The Wicked Lady) de Leslie Arliss
- 1946 : La Perle noire (Bedelia) de Lance Comfort
- 1946 : Caravane (Caravan) d'Arthur Crabtree
- 1947 : Jassy de Bernard Knowles
- 1948 : Call of the Blood de John Clements (en) et Ladislas Vajda
- 1948 : Le Destin de Léopold Ier (The First Gentleman) d'Alberto Cavalcanti
- 1949 : The Bad Lord Byron de David MacDonald
- 1949 : The Spider and the Fly de Robert Hamer
- 1949 : Christophe Colomb (Christopher Columbus) de David MacDonald
- 1950 : Si Paris l'avait su (So Long at the Fair) d'Antony Darnborough et Terence Fisher
- 1950 : Portrait of Clare de Lance Comfort
- 1951 : The Late Edwina Black de Maurice Elvey
- 1953 : Gilbert et Sullivan (The Story of Gilbert and Sullivan) de Sidney Gilliat
- 1953 : Tropique du désir (Laughing Anne) d'Herbert Wilcox
- 1954 : Le Beau Brummel (Beau Brummel) de Curtis Bernhardt
- 1955 : Les Aventures de Quentin Durward (Quentin Durward) de Richard Thorpe
- 1955 : Des pas dans le brouillard (Footsteps in the Fog) d'Arthur Lubin
- 1955 : L'Armure noire (The Dark Avenger) d'Henry Levin
- 1956 : Moby Dick de John Huston
- 1956 : Invitation à la danse (Invitation to the Dance) de Gene Kelly
- 1956 : La Croisée des destins (Bhowani Junction) de George Cukor
- 1957 : Miss Ba (The Barretts of Wimpole Street) de Sidney Franklin
- 1957 : The Shiralee de Leslie Norman
- 1958 : L'Affaire Dreyfus (I accuse !) de José Ferrer
- 1958 : Agent secret S.Z. (Carve Her Name with Pride) de Lewis Gilbert
- 1959 : Ben-Hur de William Wyler
- 1960 : Horizons sans frontières (The Sundowners) de Fred Zinnemann
- 1962 : Choc en retour (I thank a Fook) de Robert Stevens
- 1964 : Et vint le jour de la vengeance (Behold a Pale Horse) de Fred Zinnemann
- 1965 : Les Aventures amoureuses de Moll Flanders (The Amorous Adventures of Moll Flanders) de Terence Young
- 1965 : Le Liquidateur (The Liquidator) de Jack Cardiff
- 1966 : Drop Dead Darling de Ken Hughes
- 1966 : Un homme pour l'éternité (A Man for All Seasons) de Fred Zinnemann
- 1967 : Half a Sixpence de George Sidney
- 1968 : Chitty Chitty Bang Bang de Ken Hughes
- 1969 : Les Belles Années de miss Brodie (The Prime of Miss Jean Brodie) de Ronald Neame
- 1971 : Un violon sur le toit (Fiddler on the Roof) de Norman Jewison
- 1972 : Jeanne, papesse du diable (Pope Joan) de Michael Anderson
- 1973 : The Homecoming de Peter Hall
- 1973 : Chacal (Day of the Jackal) de Fred Zinnemann
- 1974 : Luther de Guy Green
- 1975 : Conduct Unbecoming de Michael Anderson

### À la télévision
- 1955 : Série ITV Play of the Week, Saison 1, épisode 11 The Green of the Year de Robert Hamer
- 1974 : Les Grandes Espérances (Great Expectations), téléfilm de Joseph Hardy

## Distinctions
- Oscar de la meilleure création de costumes :
  - En 1960, catégorie couleur, pour Ben-Hur (gagné) ;
  - Et en 1967, catégorie couleur, pour Un homme pour l'éternité (gagné ; partagé avec Joan Bridge).
- British Academy Film Award des meilleurs costumes :
  - En 1966, catégorie couleur, pour Les Aventures amoureuses de Moll Flanders (nomination, partagée avec Joan Bridge) ;
  - Et en 1968, catégorie couleur, pour Un homme pour l'éternité (gagné ; partagé avec Joan Bridge), et même catégorie, pour Half a Sixpence (nomination, partagée avec Joan Bridge).